# Зглобень
Зглобень (пол. Zgłobień) — село в Польщі, у гміні Богухвала Ряшівського повіту Підкарпатського воєводства.
Населення — 1563 особи (2011).
У 1975-1998 роках село належало до Ряшівського воєводства.

## Демографія
Демографічна структура станом на 31 березня 2011 року:
|          | Загалом | Допрацездатний вік | Працездатний вік | Постпрацездатний вік |
| -------- | ------- | ------------------ | ---------------- | -------------------- |
| Чоловіки | 753     | 165                | 491              | 97                   |
| Жінки    | 810     | 158                | 446              | 206                  |
| Разом    | 1563    | 323                | 937              | 303                  |